# Георгий Свиридов
Георгий Василиевич Свиридов (на руски: Георгий Васильевич Свиридов) е руски композитор и пианист.
Ученик е на Дмитрий Шостакович. Най-популярен е неговият валс от филма „Буря“ („Метель“, 1964).